# Hoplostethus robustispinus
Hoplostethus robustispinus är en fiskart som beskrevs av Moore och Dodd 2010. Hoplostethus robustispinus ingår i släktet Hoplostethus och familjen Trachichthyidae. Inga underarter finns listade i Catalogue of Life.